# Hănțești
Hănțești es una comuna ubicada en el distrito de Suceava, Rumania.

## Superficie
Posee una superficie de 38,49 kilómetros cuadrados.

## Demografía
Hasta 2021 la población era de 3776 habitantes, con una densidad de población de 98,10 habitantes por kilómetro cuadrado.